# Amcor
Amcor Limited ist ein globales Verpackungsunternehmen. Es entwickelt und produziert flexible Verpackungen, starre Behälter, Spezialkartons, Verschlüsse und Dienstleistungen für Lebensmittel, Getränke, Pharmazeutika, Medizinprodukte, Heim- und Körperpflegeprodukte und andere Produkte.
Amcor ist an der Australian Securities Exchange (ASX: AMC) notiert und hat seinen Sitz in Southbank, Melbourne, Australien und Zürich, Schweiz.
Der Konzern verfügt über 212 Standorte in 40 Ländern.
Amcor ist in mehreren internationalen Aktienindizes vertreten, darunter der Dow Jones Sustainability Index, der CDP Climate Disclosure Leadership Index (Australien), der MSCI Global Sustainability Index, das Ethibel Excellence Investment Register und die FTSE4Good Index Series.

## Struktur
Amcor hat zwei berichtspflichtige Segmente: Flexibles Packaging und Rigid Plastics.
Flexibles Packaging entwickelt und liefert flexible Verpackungen und Spezialfaltschachteln. Es hat vier Geschäftseinheiten: Flexibles Europe, Middle East and Africa; Flexibles Americas; Flexibles Asia Pacific; und Spezialkartons.
Rigid Plastics ist einer der weltweit größten Anbieter von starren Kunststoffverpackungen. Es hat vier Geschäftsbereiche: Nordamerika Getränke; Nordamerika Spezialbehälter; Lateinamerika; und Bericap-Verschlüsse.

## Geschichte
Die 1860 gegründete Australian Paper Manufacturers wurde 1986 in Amcor Limited umbenannt. Zuvor produzierte das Unternehmen Papier- und Kartonprodukte aus Zellstoff sowie Metalldosen und flexible Verpackungen.
Im April 2000 hat Amcor seine Geschäftsdruckpapiere unter dem Namen PaperlinX ausgegliedert, um sich auf globale Verpackungen zu konzentrieren.
Amcors 45-prozentige Beteiligung an Kimberly-Clark Australia, einem Unternehmen für Tissue- und Körperpflegeprodukte, wurde im Juni 2002 komplett an Kimberly-Clark verkauft.

### Fusionen und Übernahmen
Im Juli 2002 erwarb Amcor das Geschäft mit starren Verpackungen und Verschlüssen von Schmalbach-Lubeca mit Sitz in Ratingen, Deutschland. Mit dieser Akquisition, die 2,875 Milliarden US-Dollar kostete, wurde Amcor zum weltweit größten Hersteller von PET (Polyethylenterephthalat) Behältern.
Im Jahr 2007 verkaufte Amcor sein europäisches PET-Geschäft an La Seda, einen in Spanien ansässigen Hersteller.
Amcor hat im Februar 2008 den Bau einer Recyclingpapierfabrik mit einer Kapazität von 400.000 Tonnen pro Jahr angekündigt, die sich in der bestehenden Papierfabrik in Botany, New South Wales, befindet. Die Papiermaschine „B9“, die so genannte neunte Papiermaschine, die in der Botany Mill betrieben wird, wurde 2012 in Betrieb genommen und am 1. Februar 2013 vom Premier von New South Wales, Barry O’Farrell, offiziell eröffnet. Durch die ausgebaute Kapazität des Standortes wurde die andere Recyclingpapierfabrik von Amcor in Fairfield, Victoria, Ende 2012 geschlossen.
Im Jahr 2010 schloss Amcor die Akquisition von Alcan Food (Europa und Asien) sowie das globale Pharma- und Tabakgeschäft von Rio Tinto für 2,03 Milliarden US-Dollar ab.
Ein Jahr später übernahm Amcor Marfred Industries, einen der größten unabhängigen Verpackungshersteller und -vertreiber in den Vereinigten Staaten.
Im Jahr 2012 erwarb Amcor das Geschäftsvermögen von Carter & Associates, einem großen Distributor von Amcor Glas Wein, Champagner und Spirituosenflaschen in Neuseeland.
Noch im selben Jahr wurde das Verpackungsunternehmen Aperio Group übernommen, das in Australien, Neuseeland und Thailand tätig ist. Kurz darauf wurde die Uniglobe Packaging, ein Unternehmen mit Sitz in Daman, nördlich von Mumbai, Indien übernommen.
Im Dezember 2013 spaltete Amcor das Geschäft mit Australasien und Verpackungsdistribution (AAPD) in eine separate Gesellschaft namens Orora, die an der australischen Börse notiert ist. Die Abspaltung ermöglichte es Amcor, sich auf die Herstellung von Verpackungen für flexible und starre Kunststoffverpackungen und Tabakverpackungen zu konzentrieren, hauptsächlich für Märkte in Übersee.
Die nächste Übernahme folgte im Juli 2015 mit Nampak Flexibles, ein Hersteller für flexible Verpackungen in Südafrika. Amcor zahlte für das Unternehmen 22 Millionen US-Dollar.
Im September 2015 wurde die Übernahme des Tabakverpackungsgeschäfts des brasilianischen Unternehmens Souza Cruz in Höhe von 30 Millionen US-Dollar abgeschlossen.
Weitere kleinere Übernahmen folgten im Oktober 2015 mit der Übernahme von Encon, einem Preform-Produktionsunternehmen in den USA, in Höhe von 55 Millionen US-Dollar, im Dezember 2015 mit der Übernahme von Deluxe-Packages in Höhe von 45 Millionen US-Dollar, und im Mai 2016 mit der Übernahme des kanadischen Unternehmens Plastics Moulders Limited für 32 Millionen US-Dollar.
Im Juni 2016 erwarb Amcor Alusa, einen der größten Verpackungshersteller in Südamerika, zu einem Kaufpreis von 435 Millionen US-Dollar. Es war der größte Hersteller und Lieferant von flexiblen Verpackungen in Chile und Peru und Geschäften in Kolumbien und Argentinien, mit jeweils einem Werk in diesen vier Ländern.
Im November 2016 wurde das Geschäft mit Spezialcontainern der Sonoco Products Company, einem Hersteller von speziellen Hartplastikbehältern, von Amcor für 280 Millionen US-Dollar übernommen. Das ehemalige Sonoco-Geschäft hatte sechs Produktionsstandorte in den USA und einen in Kanada.
Im Januar 2017 erwarb Amcor Qite für 28 Millionen US-Dollar. Das Nordchina-Geschäft produzierte flexible Verpackungsprodukte für große Haushaltskunden in den Segmenten Milchprodukte und Nahrungsmittel.
Im Mai 2017 hat Amcor das Spezialcontainergeschäft Plasticos von einem führenden Lebensmittelhersteller in Kolumbien übernommen. Mit der Übernahme erweiterte Amcor sein Angebot an Spezialcontainerprodukten in Lateinamerika, einschließlich Dünnwandspritzguss und In-Mould-Labeling.
Im August 2018 kündigte Amcor die Übernahme von Bemis Company, Inc., einem Unternehmen mit Sitz in den USA mit rund 20,000 Mitarbeitern, durch Übernahme von Aktien im Wert von 5,25 Milliarden US-Dollar an. Die Übernahme wurde im Juni 2019 abgeschlossen; dadurch entstand die Amcor plc, die ihren Sitz in  St. Helier auf der Kanalinsel Jersey hat.

## Produkte
Amcor entwickelt und produziert Verpackungen für Snacks und Süßwaren, Käse und Joghurt, Frischwaren, Getränke- und Tiernahrungsprodukte sowie Hartplastikbehälter für die Bereiche Lebensmittel, Getränke, Pharmazie sowie Körperpflege und Haushaltspflege.
Amcor-Spezialkartons aus Kunststoffmaterialien werden für eine Vielzahl von Endmärkten verwendet, darunter Pharma-, Gesundheits-, Lebensmittel-, Spirituosen- und Wein-, Personal- und Haushaltspflegeprodukte. Amcor entwickelt und produziert auch Wein- und Spirituosenverschlüsse.

## Nachhaltigkeit
Im Januar 2018 schloss sich Amcor mit anderen Unternehmen zusammen, um in Zusammenarbeit mit der Ellen MacArthur Foundation eine Umweltverpflichtung einzugehen.
Amcor bezeichnet sich selbst als das erste globale Verpackungsunternehmen, das sich verpflichtet, bis 2025 alle seine Verpackungen als wiederverwendbar oder wiederverwertbar zu entwickeln. Außerdem verpflichtet sich Amcor, die Verwendung von recyceltem Post-Consumer-Material in seinen Verpackungen zu erhöhen und Kooperationen zu entwickeln Erholung und Recycling auf der ganzen Welt.

### Nachhaltigkeitspartnerschaften
Im Juli 2015 ging Amcor eine dreijährige Partnerschaft mit dem Welternährungsprogramm der Vereinten Nationen (WFP) ein, um Menschen in verarmten Gebieten der Welt und in Notsituationen mehr Hilfe zukommen zu lassen. Amcor bietet dem WFP finanzielle Mittel, spezielle Schulungen und Zugang zu Laboren, in denen das Unternehmen testet und ermittelt, wie die Verpackungen für Hilfsgüter verbessert werden können.
Im Oktober 2015 wurde Amcor Mitglied der Trash Free Seas Alliance, die von Ocean Conservancy gegründet wurde, um „… führende Persönlichkeiten aus Industrie, Naturschutz und Wissenschaft zusammenzubringen, um pragmatische, reale Lösungen zur Bekämpfung des Problems der Meeresschutt zu schaffen.“ Zu den Mitgliedern der Allianz gehören Nestle Waters NA, Procter & Gamble, Walmart und der World Wildlife Fund.
Im Mai 2016 hat Amcor die dreijährige New Plastics Economy-Initiative der Ellen MacArthur Foundation unterzeichnet. Amcor ist ein zentraler Partner der Initiative und hat einen Sitz in seinem Beirat. Weitere Partner sind Coca-Cola, Danone, Mars, Novamont, PepsiCo, Unilever und Veolia.
Amcor beteiligt sich an regionalen Initiativen wie CEFLEX in Europa und Materials Recovery for the Future (MRFF) und The Recycling Partnership in den Vereinigten Staaten. Mit CEFLEX und MRFF trägt das Unternehmen dazu bei, die Recyclingquoten für flexible Verpackungen zu verbessern, und durch die Recycling-Partnerschaft trägt Amcor dazu bei, den Zugang zur Recycling-Infrastruktur in den Vereinigten Staaten zu verbessern.

### Vertuschungsvorwurf 2022
Im März 2022 gelangte ein Vorfall an die Öffentlichkeit, bei dem im Schweizerischen Rorschach (Amcor Flexibles Rorschach AG) nach einem Unfall zu Beginn des Jahres Löschschaum mit verbotenen Chemikalien in den Bodensee gelangt ist.

## Amcor in Deutschland und in der Schweiz

### Werke in Deutschland
- Berlin (Amcor Specialty Cartons Berlin GmbH)
- Neumünster (Amcor Tobacco Packaging Neumunster) – 2014 geschlossen.[44]
- Rinteln (Amcor Flexibles Rinteln GmbH)
- Singen (Amcor Flexibles Singen GmbH)
- Teningen (Amcor Flexibles Teningen Tscheulin-Rothal GmbH) und
- Viersen (Amcor Flexibles Viersen GmbH) – wurde zum 31. Dezember 2011 geschlossen.[45]

### Werke in der Schweiz

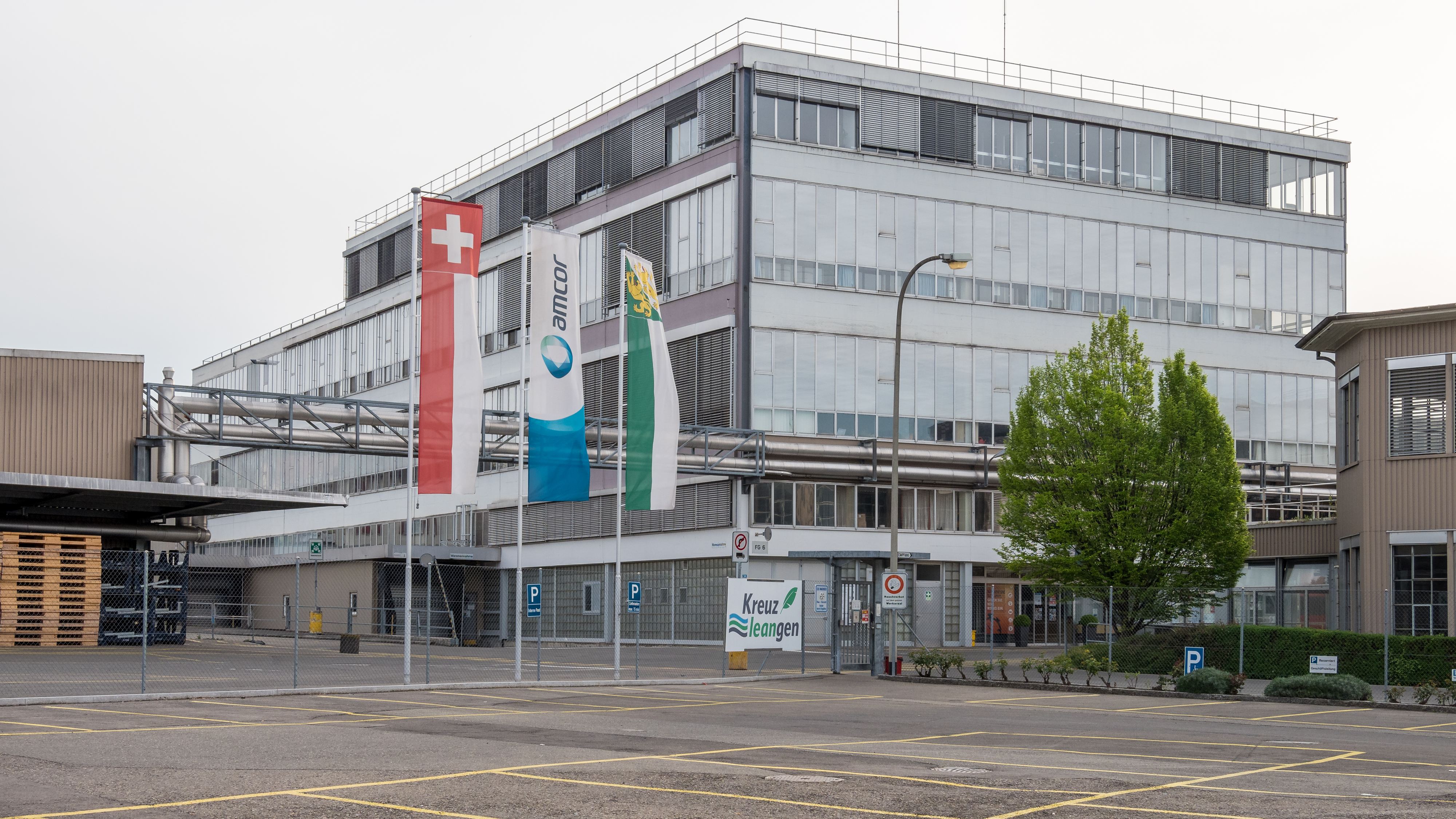
Amcor Flexibles Kreuzlingen AG

- Burgdorf (Amcor Flexibles Burgdorf GmbH)
- Kreuzlingen (Amcor Flexibles Kreuzlingen AG)
- Rickenbach bei Solothurn (Amcor Specialty Cartons Switzerland GmbH)
- Rorschach (Amcor Flexibles Rorschach AG)